# William Dudley Pelley
William Dudley Pelley, né le 12 mars 1890 à Lynn et mort le 30 juin 1965 à Noblesville, est un activiste fasciste, journaliste, écrivain et occultiste américain.  

## Enfance
William Dudley Pelley naît à Lynn, dans le Massachusetts, de William George Apsey Pelley et de sa femme Grace (née Goodale), et grandit dans la pauvreté. Son père, William George Apsey Pelley, est pasteur de l'Église épiscopalienne méthodiste, avant de devenir homme d'affaires puis cordonnier, et de se convertir en Témoin de Jéhovah au crépuscule de sa vie.

## Carrière
Autodidacte, Pelley devient journaliste et se distingue par ses compétences rédactionnelles ; ses articles paraissent dans des journaux nationaux tel que le Chicago Tribune. Deux de ses nouvelles reçoivent les O. Henry Awards : The Face in the Window (litt. « Le visage à la fenêtre ») en 1920, ainsi que The Continental Angle (litt. « L'angle continental ») en 1930. Il est engagé par le Methodist Centenary afin d'étudier les missions méthodistes à travers le monde. Il rejoint la Croix-Rouge en Sibérie, où il assiste les Russes blancs lors de la guerre civile russe. L'opposition de Pelley au communisme se développe et il se met à croire au judéo-bolchevisme. Lorsqu'il retourne aux États-Unis en 1920, Pelley se met à écrire des romans, en plus du journalisme. Dans les années 1920, ses nouvelles paraissent fréquemment au sein des pulps tel que Adventure, ou encore Short Stories, ainsi que des journaux populaires comme The American Magazine et The Red Book. Il se rend à Hollywood, où il devient scénariste, rédigeant les films de Lon Chaney The Light in the Dark, sorti en 1922, et La Terre a tremblé, sorti en 1923. L'industrie cinématographique le déçoit. Ce qu'il considère comme un traitement injuste de la part des dirigeants de studios juifs augmente ses inclinations antisémites. Il se rend à New York, puis à Asheville, en 1932, et commence à faire paraître magazines et essais détaillant son nouveau régime religieux, la « Doctrine de la libération ». 

## Notoriété
Il est connu pour son soutien au dictateur du Troisième Reich Adolf Hitler pendant la Grande Dépression ainsi que durant la Seconde Guerre mondiale.

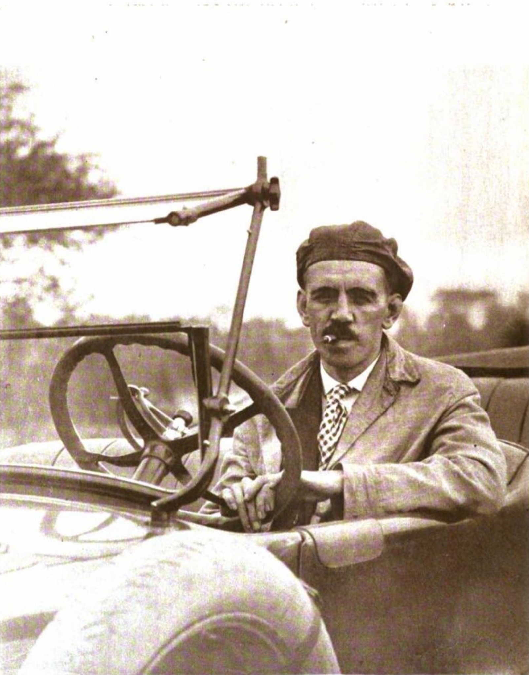
Pelley en mars 1918.

Pelley gagne en notoriété en tant qu'écrivain, remportant deux O. Henry Awards, ainsi que comme scénariste pour le cinéma américain. Son essai Seven Minutes in Eternity, paru en 1929, marque un tournant dans sa carrière, publié dans The American Magazine comme exemple populaire de ce que l'on appelle plus tard expérience de mort imminente. Son antisémitisme le mène à fonder la Silver Shirts, une ligue paramilitaire fasciste, en 1933. Il se porte candidat à l'élection présidentielle américaine de 1936, représentant le Parti chrétien. 
En 1942, le gouvernement américain poursuit Pelley en justice pour sédition et complot séditieux, accusé d'avoir conspiré en vue de provoquer l'insubordination de l'armée ainsi que d'obstruer au recrutement. Il est déclaré coupable et condamné à quinze années de détention en prison fédérale. Pelley est relâché en liberté conditionnelle en février 1950. Comme condition de liberté conditionnelle, il est obligé de mettre fin à ses activités politiques.
En 1965, The New York Times qualifie Pelley « d'agitateur sans partisans importants ».

## Occultisme
En mai 1928, Pelley gagne en notoriété après avoir déclaré avoir vécu trois expériences de hors-corps au sein desquelles il voyage dans d'autres niveaux d'existence dépourvus d'âmes corporelles. La première prend place lorsque Pelley est seul dans une cabine à Altadena. Il décrit cette expérience au sein de l'article "My Seven Minutes in Eternity", paru dans The American Magazine en mai 1929, puis publié en ouvrage en 1933. Dans d'autres écrits, il qualifie l'expérience de "hypodimensionnelle". 
La seconde a lieu lorsqu'il est chez lui en train de lire un essai de Ralph Waldo Emerson. La troisième se produit au Nouveau-Mexique, lorsqu'il est seul au sein d'une voiture d'un train, une fois encore lorsqu'il lisait Emerson. Il écrit qu'au cours de ce dernier événement, il rencontre Dieu ainsi que Jésus, lui ordonnant d'entreprendre la transformation spirituelle de l'Amérique.
Il déclare ensuite que ces expériences lui permettent de léviter, de voir à travers les murs, ainsi que d'avoir des expériences de hors-corps à son gré. Il déclare également qu'ils retirent ses penchants pour l'alcool, le tabac, et la caféine, aussi bien que la guérison de certaines maladies physiques, tel que l'indigestion. 
Ses écrits métaphysiques accroissent grandement sa visibilité publique. Certains membres primitifs de la religion originale des enseignements des Maîtres Ascensionnés, le mouvement I AM (litt. JE SUIS), sont recrutés à partir des membres de l'organisation de Pelley, la Silver Shirts. Le régime religieux de Pelley mélange théosophie, spiritualisme, Rose-Croix et pyramidologie. Il le considère comme étant une forme parfaite du christianisme, dans lequel les "Âmes Noires" (les juifs, les communistes et les papistes) représentent les forces du mal. 

## Activisme politique
Lorsque la Grande Dépression frappe l'Amérique en 1929, Pelley devient militant politique. Après avoir déménagé à Asheville, Pelley fonde l'Université Galahad en 1932. L'université se spécialise dans la formation à distance, concernant la « Métaphysique sociale », ainsi que l'« Économie chrétienne ». Il fonde aussi Galahad Press, qu'il emploie afin de faire paraître de nombreux magazines politiques et métaphysiques, des journaux, ainsi que des ouvrages — la plupart ayant été écrits par Pelley, déclarant les avoir transcrits d'âmes d'une autre dimension. La maison d'édition ainsi que l'université firent toutes deux faillite en une année.
Le 30 janvier 1933, Adolf Hitler devient chancelier du Troisième Reich. Pelley, admirateur d'Hitler, fonde les Silver Shirts, une organisation antisémite dont les membres, connus sous le nom de Chemises d'argent et Patriotes chrétiens, portent des chemises d'uniforme argentées de style nazi. Leur insigne est un L écarlate, imprimée sur leurs drapeaux et leurs uniformes. Ils portent également des cravates bleues, des pantalons en velours côtelé, ainsi que des bandes molletières. Pelley préfère se faire appeler « Chef » des Chemises d'argent. Le biographe Scott Beekman fait remarquer que Pelley fut « l'un des premiers Américains à créer une organisation célébrant l'œuvre d'Adolf Hitler ». 
Pelley voyage à travers les États-Unis, organisant des meetings, des conférences, ainsi que des discours publics. Il fonde des branches des Silver Shirts dans la quasi-totalité des États du pays. Le nombre de membres atteint 15 000 en 1935, puis chute en-dessous de 5 000 en 1938. Son idéologie politique consiste en l'anticommunisme, l'antisémitisme, le patriotisme, le corporatisme, l'isolationnisme, ainsi que l'anglo-israélisme, des thèmes étant les premiers centres d'attention de ses nombreux magazines et journaux, notamment Liberation, Pelley's Silvershirt Weekly, The Galilean, Silver Legion Ranger, et The New Liberator.

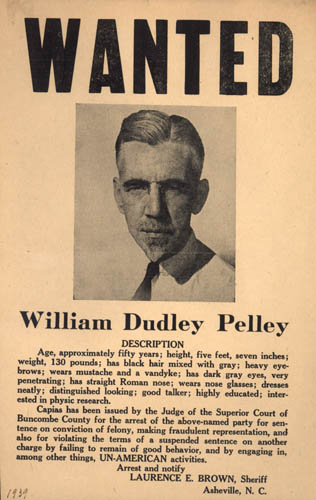
Un avis de recherche visant Pelley.

Dans son ouvrage marquant No More Hunger, William Pelley appelle à des politiques économiques radicalement populistes, tel un revenu universel de $1000 pour l'année (plus de $24000 en 1933) versé à tout citoyen blanc, une interdiction d'héritage sauf pour les foyers, ou un salaire limité à $100000 pour l'année. Il appelle à l'esclavage des Afro-Américains, ainsi qu'à la stérilisation et la ghettoïsation des juifs. 
La popularité de Pelley s'accroit au cours des années 1930. Sinclair Lewis le mentionne dans son roman Impossible ici, paru en 1935, concernant une prise de pouvoir fasciste des États-Unis. Pelley est loué par le chef du mouvement fictionnel comme précurseur important. 
Pelley s'oppose à Franklin Delano Roosevelt ainsi qu'au New Deal, déclarant qu'il fait partie d'un complot juif dans le but de contrôler le gouvernement américain. Pelley fonde le Parti chrétien en 1935, et s'engage dans une campagne infructueuse en tant que candidat à l'élection présidentielle américaine de 1936, n'ayant obtenu que 1 600 votes. Il parle souvent de protéger la constitution américaine. Il propose également de transformer les États-Unis en société, où chaque citoyen blanc chrétien est actionnaire. 
Il entre en conflit avec le prédécesseur de la Commission des activités antiaméricaines de la Chambre des représentants de la Chambre des représentants des États-Unis. 
Malgré de sérieux revers financiers et matériels au sein de son organisation ayant provoqué de longues batailles judiciaires, Pelley s'oppose toujours à Roosevelt, en particulier dans le domaine des relations diplomatiques entre les États-Unis et l'empire du Japon, et la tension au sein de l'Allemagne nazie devient palpable au début des années 1940[pas clair]. Pelley accuse Roosevelt d'être belliciste et préconise l'isolationnisme. Roosevelt ordonne à J. Edgar Hoover ainsi qu'au FBI d'enquêter sur Pelley. Par la suite, le FBI interroge les abonnés des journaux et magazines de Pelley. 
Bien que l'attaque de Pearl Harbor en décembre 1941 mène Pelley à dissoudre les Silver Shirts, il poursuit ses attaques contre le gouvernement au sein de son magazine, Roll Call, ce qui alarme Roosevelt, le procureur général Francis Biddle, ainsi que la Commission des activités antiaméricaines de la Chambre des représentants. Après avoir déclaré dans un numéro de Roll Call que la dévastation de l'United States Pacific Fleet à Pearl Harbor était pire que ce que le gouvernement avait affirmé, Pelley est arrêté au sein de sa nouvelle base d'opérations à Noblesville, puis, en avril 1942, il est chargé de douze chefs d'accusation de sédition. Sa secrétaire et future femme, Agnes Marion Henderson, son rédacteur en chef, Lawrence A. Brown, ainsi que sa société d'édition, Fellowship Press Incorporated, sont également inculpés. Une charge contre Pelley n'est pas retenue, en revanche, il est reconnu coupable des onze autres charges, principalement pour avoir fait des déclarations séditieuses, avoir obstrué le recrutement militaire, ainsi qu'avoir fomenté la révolte au sein de l'armée. Henderson et Brown sont tous deux acquittés de tous les chefs d'accusation, sauf pour l'accusation de complot séditieux. Fellowship Press est également reconnue coupable. Le juge condamne Pelley à quinze ans de prison, Brown à cinq ans de prison, et Henderson à une peine avec sursis de deux ans. Il impose également une amende de $5000 à Fellowship Press.
Après avoir passé huit années en prison, Pelley a droit à une liberté conditionnelle en février 1950. Tandis qu'il est encore en prison, il est l'un des 30 accusés du « Procès pour sédition de masse » (Mass Sedition Trial) des sympathisants nazis, qui s'achève sur l'annulation du procès à la suite du décès du juge, Edward Clayton Eicher, en novembre 1944.

## Fin de vie
Lors de ses dernières années de vie, Pelley fait face aux charges de fraudes à la Ponzi ayant été portées contre lui tandis qu'il résidait à Asheville. 
Les termes de la liberté conditionnelle de Pelley stipulent qu'il demeure dans le centre de l'Indiana, et qu'il cesse toute activité politique. Il développe une philosophie religieuse élaborée qu'il appelle "Soulcraft" basée sur sa croyance aux objets volants non identifiés ainsi qu'en la vie extraterrestre, et publie Star Guests en 1950. Pelley mourut chez lui à Noblesville, le 30 juin 1965. Il est enterré au Cimetière de Crownland, à Noblesville. 

## Filmographie

### Scénariste
- 1917 : A Case at Law d'Arthur Rosson
- 1919 : One-Thing-At-a-Time O'Day de John Ince
- 1920 : What Women Love de Nate Watt
- 1922 : The Light in the Dark de Clarence Brown
- 1922 : Back Fire d'Alan James
- 1923 : The Fog de Paul Powell
- 1923 : As a Man Lives de J. Searle Dawley
- 1923 : Her Fatal Millions de William Beaudine
- 1923 : La Terre a tremblé de Lambert Hillyer
- 1924 : Ladies to Board de John G. Blystone
- 1924 : The Sawdust Trail d'Edward Sedgwick
- 1924 : Torment de Maurice Tourneur
- 1927 : The Ladybird de Walter Lang
- 1927 : The Sunset Derby d'Albert S. Rogell
- 1929 : Come Across de Ray Taylor
- 1929 : Drag de Frank Lloyd
- 1929 : Courtin' Wildcats de Jerome Storm